# Laccophilus ramuensis
Laccophilus ramuensis là một loài bọ cánh cứng trong họ Bọ nước. Loài này được Balke, Larson & Hendrich miêu tả khoa học năm 1997.